# Cellaria elongatoides
Cellaria elongatoides är en mossdjursart som beskrevs av Bassler 1936. Cellaria elongatoides ingår i släktet Cellaria och familjen Cellariidae. Inga underarter finns listade i Catalogue of Life.